# Molson Indy Vancouver 2004
Molson Indy Vancouver 2004 var den sjunde deltävlingen i Champ Car 2004. Racet kördes den 25 juli på Vancouvers gator. Paul Tracy tog sin andra seger för säsongen, vilket för tillfället hindrade Sébastien Bourdais från att springa ifrån med mästerskapsledningen. Michel Jourdain Jr. och A.J. Allmendinger blev tvåa respektive trea för RuSPORT, medan Bruno Junqueira blev fyra, före Bourdais, som behöll mästerskapsledningen. Loppet var Vancouvers sista stadslopp.

## Slutresultat
| Plats | Förare              | Team                | Grid | Kvaltid  |
| ----- | ------------------- | ------------------- | ---- | -------- |
| 1     | Paul Tracy          | Forsythe Racing     | 1    | 1.00,870 |
| 2     | Michel Jourdain Jr. | RuSPORT             | 12   | 1.01,777 |
| 3     | A.J. Allmendinger   | RuSPORT             | 11   | 1.01,588 |
| 4     | Bruno Junqueira     | Newman/Haas Racing  | 8    | 1.01,459 |
| 5     | Sébastien Bourdais  | Newman/Haas Racing  | 3    | 1.00,974 |
| 6     | Mario Domínguez     | Herdez Competition  | 4    | 1.01,168 |
| 7     | Alex Tagliani       | Rocketsports Racing | 9    | 1.01,539 |
| 8     | Ryan Hunter-Reay    | Herdez Competition  | 10   | 1.01,566 |
| 9     | Mario Haberfeld     | Walker Racing       | 14   | 1.01,911 |
| 10    | Jimmy Vasser        | PKV Racing          | 15   | 1.01,936 |
| 11    | Memo Gidley         | Rocketsports Racing | 5    | 1.01,365 |
| 12    | Oriol Servià        | Dale Coyne Racing   | 13   | 1.01,904 |
| 13    | Roberto González    | PKV Racing          | 16   | 1.02,163 |
| 14    | Justin Wilson       | Conquest Racing     | 7    | 1.01,434 |
| 15    | Rodolfo Lavín       | Forsythe Racing     | 2    | 1.00,980 |
| 16    | Patrick Carpentier  | Forsythe Racing     | 6    | 1.01,398 |
| 17    | Alex Sperafico      | Conquest Racing     | 17   | 1.03,347 |